# Lindelse Nor
Lindelse Nor er en tre kilometer dyb og tre kilometer bred indskæring i den vestlige kyst af Langeland lige syd for Rudkøbing med syv mindre øer, hvoraf de to, Lindø og Langø, er forbundet med kysten med dæmninger. Det ca. 5 m dybe og 10 km² store, uregelmæssige nor fungerede tidligere som vinterhavn for Rudkøbings sejlskibsflåde.
Lindelse Nor er en del af det Internationale naturbeskyttelsesområde 127: Sydfynske Øhav (Habitatområde H111, Fuglebeskyttelsesområde F71, F72 og Ramsarområde R17) under Natura 2000-projektet.
Nord for Lindelse Nor ligger herregården Fårevejle; mod vest ligger øen Strynø.